# Jacek Wysmułek
Jacek Wysmułek (ur. 20 sierpnia 1937 w Pruszkowie koło Warszawy, zm. 21 stycznia 1983 w Białowieży) – wieloletni leśniczy w Białowieskim Parku Narodowym i Nadleśnictwie Białowieża. Twórca kilku szlaków w Puszczy Białowieskiej. Działacz i przewodnik PTTK. Twórca koncepcji ochrony drzew – pomników przyrody w Puszczy Białowieskiej. Współautor kilku opracowań na temat Puszczy Białowieskiej.

## Życiorys

### Edukacja
Uczył się w technikum leśnym w Białowieży oraz w Brynku na Śląsku. W 1955 rozpoczął studia na wydziale leśnym Szkoła Główna Gospodarstwa Wiejskiego w Warszawie.

### Praca w leśnictwie
W 1956 ma apel ministra leśnictwa Romana Gesinga objął stanowisko leśniczego w Nadleśnictwie Wetlina (leśnictwo Kalnica) w Bieszczadach. W lipcu 1960 roku został zatrudniony jako leśniczy w leśnictwie "Parki" w Białowieskim Parku Narodowym (BNP), prowadząc pierwsze obserwacje pod kierunkiem prof. Jana Jerzego Karpińskiego.
Jako leśniczy w BNP zdecydowanie walczył z kłusownictwem. Czynił m.in. starania o utworzenie strefy ochronnej parku narodowego i był przeciw ustawianiu na jego granicy ambon myśliwskich. Na tym stanowisku pracował przez czternaście lat. W 1974 roku stanął w obronie nienaruszalności powierzonego mu ścisłego rezerwatu przyrody BPN, w którym jego zwierzchnik – ówczesny dyrektor BPN – kazał zastrzelić innemu pracownikowi chronione prawem zwierzę – żubra. Za krytykę czynu swego dyrektora został przez niego zwolniony z pracy w BPN.
Po tym incydencie – choć został przywrócony do pracy wyrokiem sądowym – nie wrócił już do pracy w BPN. Od kwietnia 1975 roku rozpoczął pracę w Nadleśnictwie Białowieża na stanowisku leśniczego ds. turystyki i ochrony przyrody. Urządzał kempingi, zaprojektował sieć pól namiotowych: "Pogorzelce", "Grudki" i "Budy" dla indywidualnych turystów. Zagospodarował uroczysko Stara Białowieża jako miejsce ogniskowe dla zbiorowych wycieczek, a także "Filipówkę" i "Hajduki", ogradzając te miejsca oryginalnym płotem z krążków lipy. Zrekonstruował też niektóre stare krzyże powstańcze i żołnierskie na terenie puszczy, m.in. krzyż na Górze Batorego i krzyż przed polem namiotowym we wsi Pogorzelce.
Wytyczył w Puszczy Białowieskiej dwa szlaki turystyczne. Pierwszy z nich Szlak Dębów Królewskich powstał w latach 1977–1979 w uroczysku Stara Białowieża. Razem z żoną Barbarą Ewą wyszukali grupę kilkusetletnich dębów, nadając im imiona książąt litewskich i królów polskich, którzy polowali w Puszczy Białowieskiej. Przy każdym z dębów umieszczona jest tabliczka z informacją o drzewie i osobie, której imieniem jest nazwana. Drugi szlak nazwany Żebra Żubra długości ok. 4 km, prowadzący m.in. po kładkach przez różne siedliska puszczańskie powstał w latach 1978–1981. W miejscach najbardziej interesujących razem z żoną umieścili tabliczki z odpowiednimi objaśnieniami.

### Działalność w PTTK i ochronie przyrody
Jacek Wysmułek ratował stare pomnikowe drzewa, które w bardzo szybkim tempie znikały z Puszczy Białowieskiej. Wyszukał w puszczy ponad 150 dębów, jesionów oraz innych gatunków, które odpowiadały wszelkim kryteriom pozwalającym zaliczyć je do pomników przyrody i zabezpieczał je płotkami i tabliczkami. Współuczestniczył także w wyznaczaniu w Puszczy Białowieskiej nowych rezerwatów przyrody.
Poza pracą zawodową Jacek Wysmułek udzielał się w organizacjach społecznych. Do PTTK wstąpił w 1952 roku w Jeleniej Górze, gdzie pracował jako przewodnik pod kierunkiem Tadeusza Stecia. W latach 1964–1967 pełnił funkcję Prezesa Koła Przewodników w Białowieży. W czasie swojej kadencji czynił starania o powiększenie liczby członków, troszczył się o dobór właściwej kadry szkoleniowej. Pierwszy w historii Koła Przewodników podjął starania o jednolite umundurowanie białowieskich przewodników. Prowadził dokumentację fotograficzną działalności Koła Przewodników PTTK.
W latach 1966–1967 reaktywował Koło PTTK przy BPN, poszerzając je o przewodników, wozaków oraz właścicieli kwater prywatnych. Koło to liczyło ok. 200 osób. Jego zasługą jest utworzenie Oddziału PTTK w Hajnówce. W Białowieży zainicjował wyrób drobnych pamiątek regionalnych. Zaprojektował odznakę "Przewodnik Białowieski PTTK" oraz plakietki na różne uroczystości Koła. Jacek Wysmułek był przewodnikiem turystycznym. Posiadał pierwszą klasę przewodnicką.

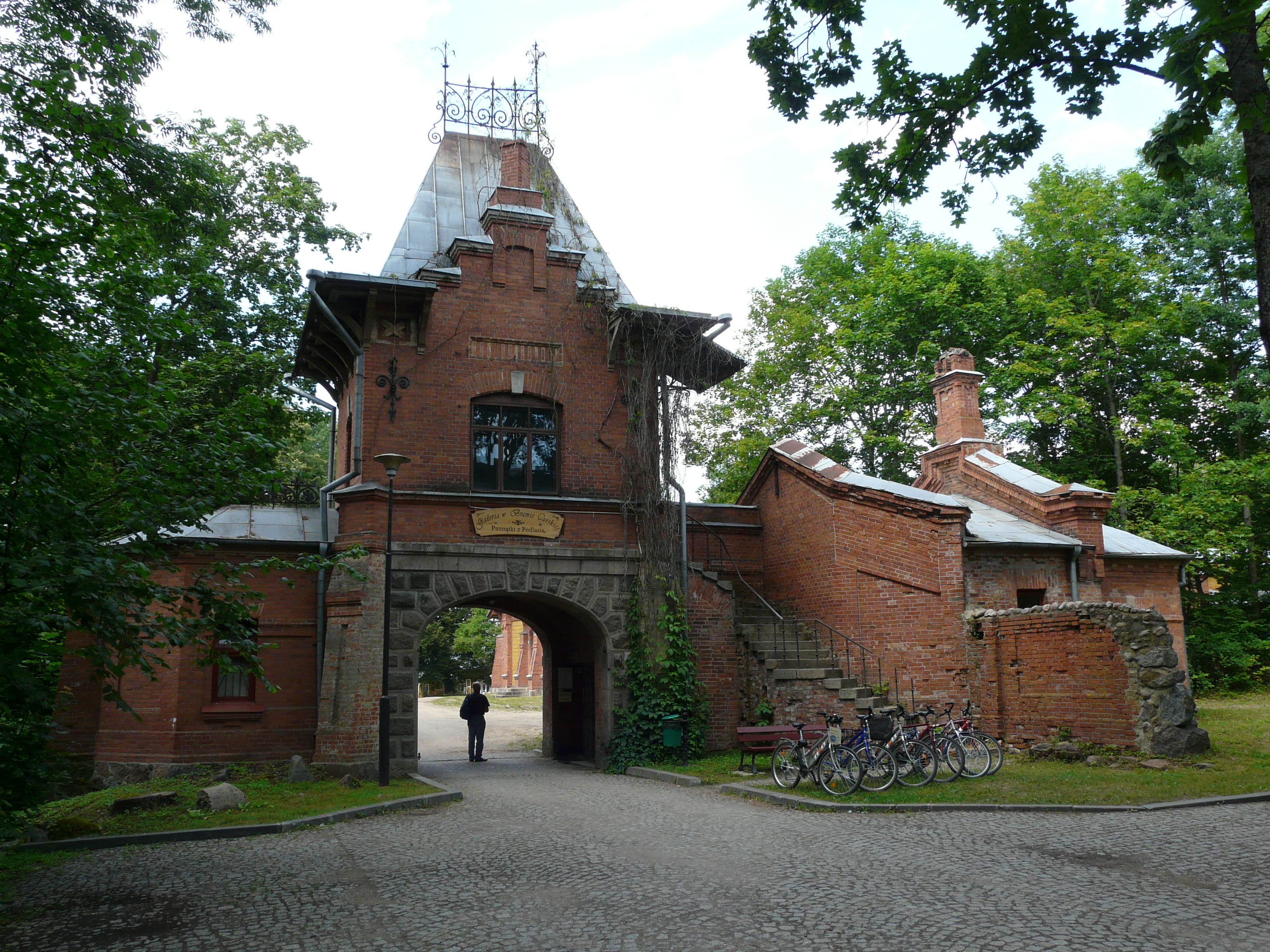
brama carska w Parku Pałacowym

Uratował bramę carską w Parku Pałacowym przed jej rozbiórką.

## Publikacje
Zostawił po sobie kilka publikacji, m.in. rozdział, traktujący o szlakach turystycznych napisany do III wydania książki J.J. Karpińskiego "Puszcza Białowieska" (1977). Z wywiadu radiowego z nim powstała audycja "Podzwonne dla Dębu Jagiełły" którą polskie radio nadało w kilka dni po powaleniu tego drzewa przez wichurę.
Zmarł 21 stycznia 1983 roku mając zaledwie 45 lat. W swoim testamencie podał szczegółowy opis jak należy konserwować drzewa – pomniki przyrody. Testament ten został wydrukowany w miesięczniku społeczności lokalnej "Głosie Białowieży" nr 11-12, 1997 pod tytułem "Ja nie zdążyłem...". Jego grób znajduje się na białowieskim cmentarzu.